# 프랑스-영국 연합

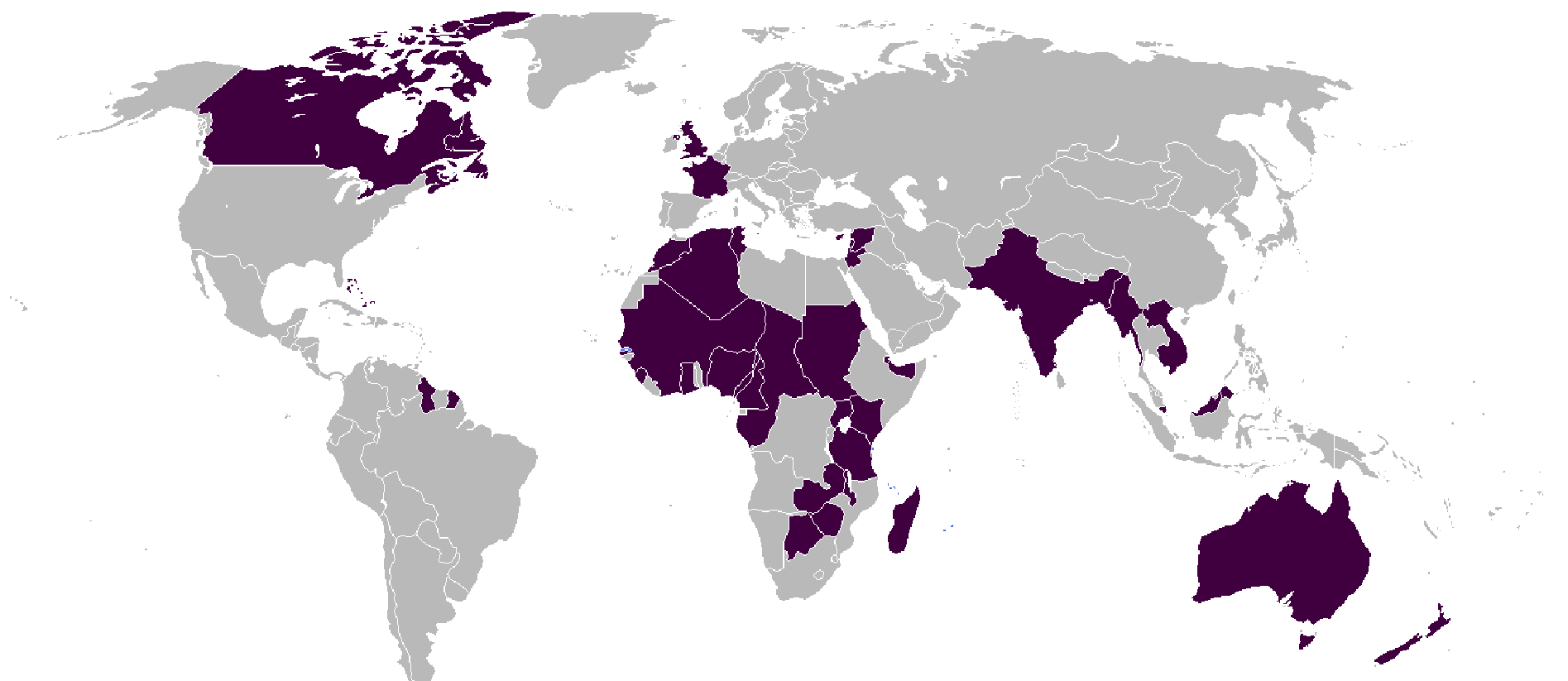
1940년에 제안된 프랑스-영국 연합 지도.

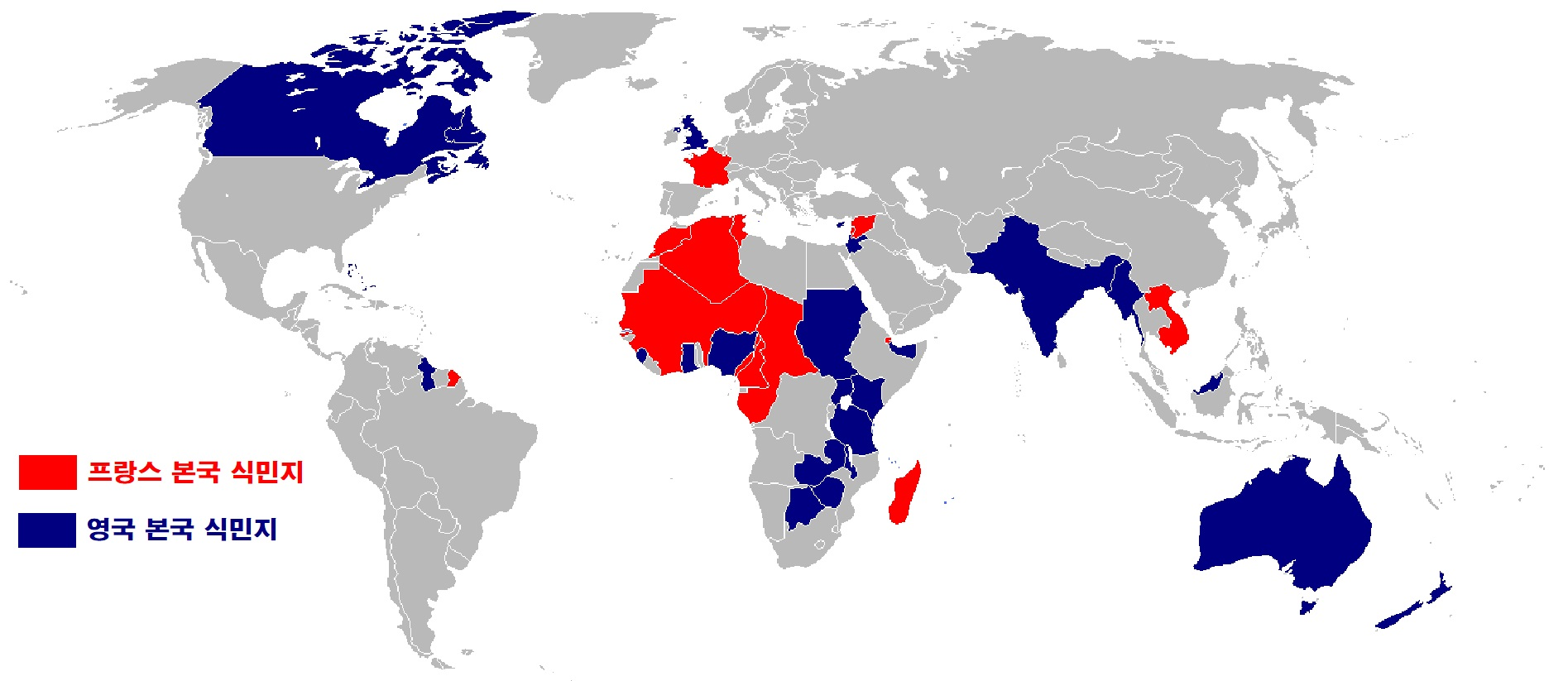
프랑스 식민지와 영국 식민지의 비교

프랑스-영국 연합(영어: Franco-British Union, 프랑스어: Union franco-britannique)은 영국과 프랑스라는 두 독립 주권국의 연합 개념이다. 20세기 특정 위기가 있었을 때 제안되었으며, 일부 역사적 선례가 있다.

## 현대의 구상

### 영불 협상 (1904년)
1904년 4월 대영제국과 프랑스 제3공화국은 일련의 협약을 조인하였는데 이를 영불 협상 (Entente Cordiale)이라고 부른다. 아프리카를 중심으로 한 식민지 확보 경쟁으로 발생한 두 세력간의 간헐적 갈등을 종식하고, 평화로운 공존의 시대를 열려는 취지였다. 훗날 프랑스 역사학자 페르낭 브로드 (1902년~1985년) 이 때의 협약이 양국간의 단일연합으로 묘사하기도 하였으나, 정작 양국의 민족주의 성향 정치인들은 그런 식의 병합 구상에 불편한 심기를 가지고 있었다.

### 제2차 세계 대전 (1940년)

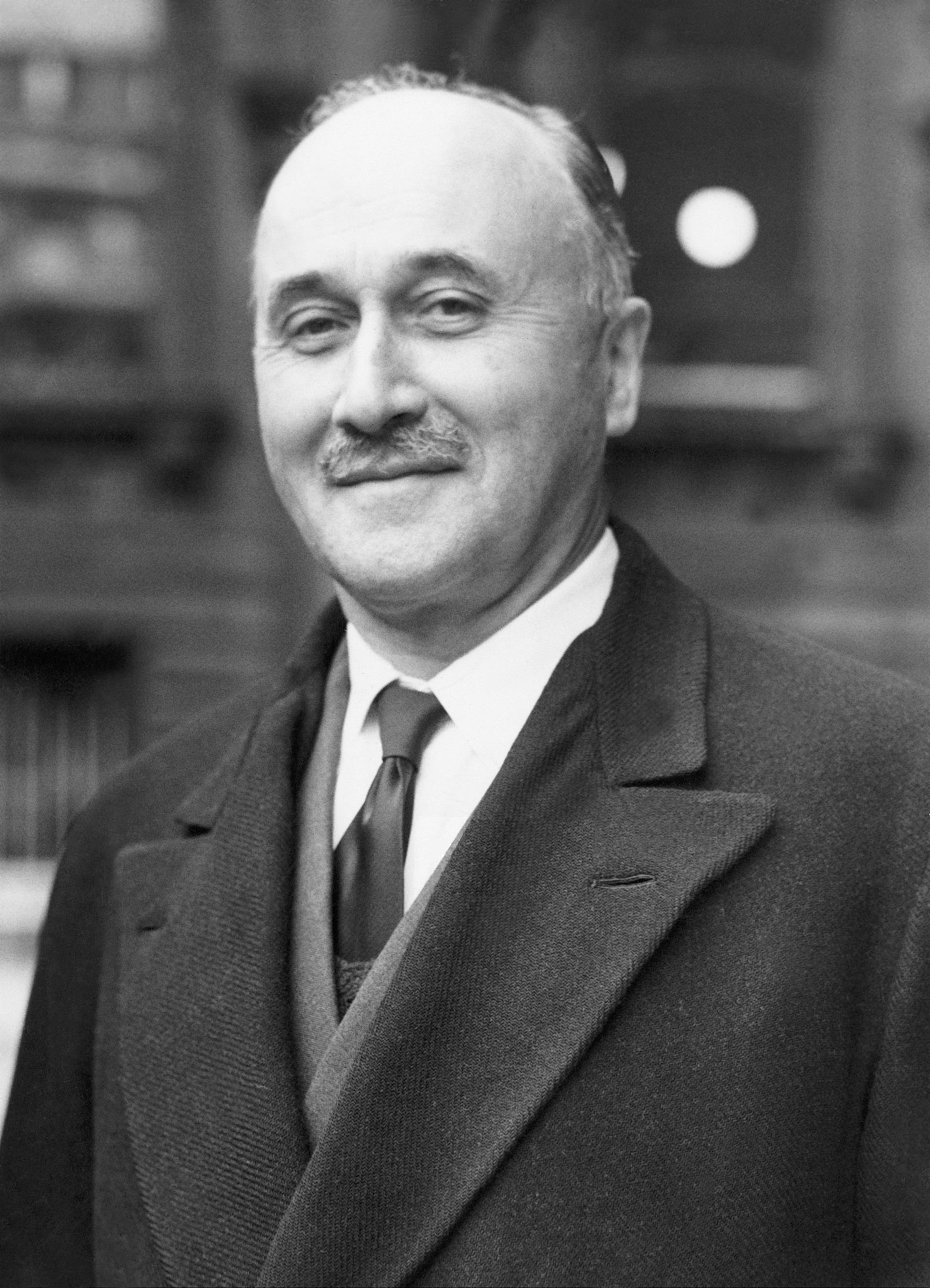
영국-프랑스 조정위원회 의장으로서 양국 연합 구상과 협의에 기여한 장 모네

제2차 세계 대전 발발과 함께 나치 독일이 프랑스를 침공하고 패배의 위기가 짙어지자, 양국 간의 연합이 추진되어 체결 직전까지 갔으나, 프랑스 측의 내분으로 실현되지 못한 사례다.
1939년 12월 런던 주재 프랑스 경제 사절단의 장 모네 (Jean Monnet)는 양국의 전시 공동 경제계획을 조정하기 위한 영국-프랑스 조정위원회 의장이 되었다. 모네는 전후 유럽 합중국 결성을 희망하였으며, 이를 위한 중간 단계로서 영국-프랑스 정치연합을 이룩해야 한다는 견해를 지니고 있었다. 장 모네 의장은 네빌 체임벌린. 윈스턴 처칠 영국 총리의 자문을 맡던 데스먼드 모튼과 그밖의 영국 측 고위인사를 불러 자신의 구상을 함께 논하였다.
1940년 6월, 프랑스의 폴 레노 총리 내각은 자국 방어전에서의 패배에 직면해 있었다. 앞서 3월에는 영국 정부와 함께 나치 독일과의 일방적 평화조약을 맺지 않기로 합의한 상태였다. 프랑스 내각은 이에 반해 6월 15일 독일 측에 휴전협정을 요구하기로 결의하였다. 내각의 여론과는 반대로 북아프리카 식민지에서라도 전쟁을 계속 이어나가길 원했던 폴 레노 총리는 영국의 처칠 전시 내각에 제안서를 제출해야만 했다. 그러면서 영국 측이 제안을 거부한다면 사퇴해야 한다는 주장을 내세웠다.
영국 정부는 프랑스의 항복을 받아들이지 않았고, 특히 프랑스 해군이 건재하다는 점에서 독일에 패할 가능성은 적다고 보았으며, 결론적으로 레노 총리의 유임을 추구하였다. 6월 14일 모턴과 외교관 로버트 밴시터트는 모네 의장과 르네 플레방 부의장과 함께 '프랑스-영국 연합' (Franco-British Union) 구상의 초안을 작성하였다. 네 사람은 양국의 연합이 르노 총리에게 북아프리카에서의 전쟁 수행을 지속해 나갈 것을 설득시킬 수 있는 명분이 되리라고 생각했다. 다음날 6월 15일 레오 애머리 인도장관이 비슷한 구상안을 제시하였고 영국 전시내각에서 논의가 이뤄졌으나, 처칠 총리는 회의적인 시각을 굽히지 않았다. 6월 16일 아침, 영국 전시내각은 프랑스 함대를 영국 항구로 불러들인다는 조건으로 프랑스의 휴전요청에 동의할 것을 결의하였다. 이는 영국의 반대에 힘입어 내각을 설득시켜 전쟁을 이어나가려던 레노 총리에게는 실망스러운 결정이었다.
같은 날 오전, 레노 총리를 지지하는 샤를 드 골 장군이 런던으로 건너가 모네 의장을 만났고, 불영 연합의 구상에 대한 설명을 들었다. 드골 장군은 처칠 총리를 만나 " 레노 총리에게 프랑스 내각의 전쟁 지속 수행에 필요한 원동력을 제공하려면 어떤 획기적인 조치가 필수적일 것"이라며 설득에 나섰다. 프랑스 측은 이후 레노 총리와 전화 통화를 갖고 영국 총리가 양국간의 연합을 제안했다고 전했으며, 레노 총리 역시 즉각 수용하겠다는 의지를 보였다. 드골, 모네, 밴시터트, 플레방 등 4인은 시민권, 국외무역, 통화, 전시내각, 군 지휘권 등의 공동화 선언을 빠르게 승인하였다. 처칠 총리는 휴전협정 승인을 철회하고, 오후 3시 영국 전시내각이 연합 선언문의 검토를 위해 재소집되었다. 내용상 급진적인 성격을 띄었음에도 불구하고, 처칠 총리와 각 장관들은 프랑스의 격려와 레노 총리의 내각 내 지지 강화를 위한 획기적 조치의 필요성을 재차 인식하고 오후 5시에 다시 회의를 가졌다.
영국 전시내각이 작성한 '연합 선언' (Declaration of Union)의 최종본에서 그 취지를 다름과 같이 밝히고 있다.
France and Great Britain shall no longer be two nations, but one Franco-British Union. The constitution of the Union will provide for joint organs of defence, foreign, financial and economic policies. Every citizen of France will enjoy immediately citizenship of Great Britain, every British subject will become a citizen of France.
프랑스와 영국은 더 이상 두 개의 국가가 아니라 하나의 프랑스-영국 연합이 된다. 국방, 외교, 재정, 경재정책의 공동 기관을 연합의 헌법으로서 규정한다. 프랑스의 모든 국민은 즉시 대영제국 시민권을 향유할 것이며, 모든 영국 국민 역시 프랑스의 국민이 된다.

처칠 총리와 드골 장군은 레노 총리에게 전화를 걸어 연합 선언문 작성 소식을 전하고, 다음날 프랑스 서부 콩카르노에서 양국 정부의 공동회담을 주선키로 했다. 이 선언은 양국의 연합이 항복의 유일한 대안으로 간주하고, 영국의 휴전 거부로 하여금 레노 총리의 항전 의지를 격려하려는 목표를 달성할 수 있었다.
하지만 해당 선언문에 대한 프랑스 정부 내의 반응은 미적지근했다. 오후 5시 프랑스 내각 회의에서 각 참석자들은 이번 선언이 프랑스의 식민지를 앗아가려는 영국의 "막판 계획"이라고 평가절하했고, 영국의 자치령이 되느니 "나치의 영토가 되는 것"이 더 낫다는 주장까지 등장했다. 특히 휴전파의 선봉에 섰던 필리프 패탱은 이번 선언을 "시체와 한몸 되는 것"이라고 표현했다. 알베르 르브룅 대통령과 일부 인사들은 지지를 표했지만, 나머지 내각 인사들의 반대는 레노 총리에게 충격을 안겼다. 결국 레노 총리는 연합선언도 휴전협정도 공식적인 표결절차를 거치기를 포기하고 그날 저녁 총리직에서 사퇴했다. 이후 폴 레노는 양국 연합이 무산된 것에 대해 "내 정치 경력에서 가장 실망스러운 사건"이었다고 회고했다.
그러나 이 과정에서 레노 총리가 한가지 오류를 범했던 것이, 내각 대다수 인사가 양국 연합 선언에 거의 반대하였다 해서 곧바로 휴전에 대한 지지로 이어지지는 않았다는 점이다. 6월 16일 당일에는 북아프리카에서의 항전이냐, 항복 및 휴전 체결이냐라는 두 선택지 중에서 고민할 수 있는 시간이 불과 몇 시간밖에 남지 않았던 상황이었으며, 그보다 며칠 일찍 더 제시가 되었다면 프랑스 내각에서 더 신중한 고려가 이뤄졌고, 연합 선언의 가능성을 높였을 수도 있으리란 추측이다. 레노 총리의 사퇴와 함께 그날 저녁 페탱이 총리에 올라 새 내각을 구성하였고, 그 즉시독일 측에 휴전 협정을 요청하기로 결의하였다. 양국 회담을 위해 콩카르노로 향하려던 영국 측의 일정도 자연히 없던 일이 되었다.

### 수에즈 위기 (1956년)
1956년 9월 수에즈 위기 당시 이집트라는 공동의 적을 두고 영국과 프랑스 간의 태스크포스가 창설됐다. 기 몰레 프랑스 총리는 한술 더 떠서 엘리자베스 2세를 국가원수로 하고 시민권을 통일하는 영국과 프랑스 간의 공동연합을 제안하였다. 몰레 총리는 이와 함께 또다른 대안으로 프랑스가 영연방에 가입할 것을 제안하였다. 하지만 앤서니 이든 영국 총리가 두 제안 모두 거절하면서 무산되었다. 프랑스는 영국에서 눈을 돌려 독일과의 관계 강화를 꾀했고, 로마 조약에 가입하여 유럽 경제 공동체 설립의 주역이 된다.
이상의 사실은 1956년 제안 당시에는 알려져 있지 않다가 2007년 1월 15일 영국 BBC 뉴스의 마이크 톰슨 기자가 기사화하면서 영국 내에서 처음으로 알려졌다. 영국 방송에서는 몰레 총리의 제안이 이번에 새로 기밀 해제된 문건에서 확인되었다면서, 프랑스 측에는 그러한 자료가 보관되지 않았다고 밝혔다.

뒤늦게 공개된 충격적인 문건에 영국 BBC는 프랑스어로 '프랑스' (France)와 '앙글테르' (Angleterre →영국)을 합쳐 '프랑글테르' (Frangleterre)라는 말까지 만들어내는 등, 양국 언론으로부터 힐난을 받았다. 2007년 1월 16일에는 TV 언론사 LCP의 크리스틴 클레르크 기자가 샤를 파스퀴아 전 내무장관에게 1956년 몰레 총리의 연합 제안에 대해 어떻게 생각하느냐고 묻자, "몰레 총리의 요청이 공식화되었다면  대반역죄로 재판에 넘겨졌을 것이다"라고 비난했다.

## 같이 보기
- 영국-프랑스 관계
- 갈리아 제국